# Slagelse (plaats)
Slagelse is een stad in de Deense regio Seeland, in de gelijknamige gemeente Slagelse. De plaats telt 31.879 inwoners (2008).

## Geschiedenis
Voor het christendom zijn intrede deed, was er in Slagelse een nederzetting met een heidens heiligdom. In de 11e eeuw werd het eerste kerkje gebouwd. Vanwege de gunstige ligging op een kruispunt van handelswegen was Slagelse toen al een handelsstadje. Koning Knoet IV vestigde er een munt. In 1165 werd het klooster Antvorskov gebouwd.
In 1280 kreeg Slagelse stadsrechten van koning Erik Klipping, en zijn zoon Erik IV bood op 13 december 1288 nog meer privileges aan de stad.
In de 17e eeuw stagneerde de groei van Slagelse vanwege de sterke concurrentie van havensteden op Seeland. In de 18e eeuw ontwikkelden zich een tabaksindustrie en destilleerderijen. Dankzij de ligging midden op het eiland wist Slagelse te profiteren van de groei die de landbouw eind 18e eeuw doormaakte. In de jaren 80 van de 18e eeuw kwam Slagelse bovendien te liggen aan de nieuwe hoofdweg tussen Kopenhagen en Korsør.
In 1856 kreeg Slagelse een spoorverbinding met Kopenhagen. Naast een knooppunt van wegen en spoorlijnen ontwikkelde Slagelse zich ook tot een industriestad. Het aantal inwoners verdubbelde zich tussen 1901 en 1950; in dat laatste jaar kende Slagelse 21.800 inwoners. Vanaf de jaren 70 nam de rol van de industrie af, terwijl de handel en transport groeiden.

## Geboren
- Michael Poulsen (1975), muzikant, bekend van Volbeat
- Viktor Hald Thorup (1994), schaatser

## Partnersteden
- Stargard Szczeciński (Polen)

## Sport
Superligaen-voetbalclub FC Vestsjælland speelt zijn thuiswedstrijden in Slagelse.

## Zie ook

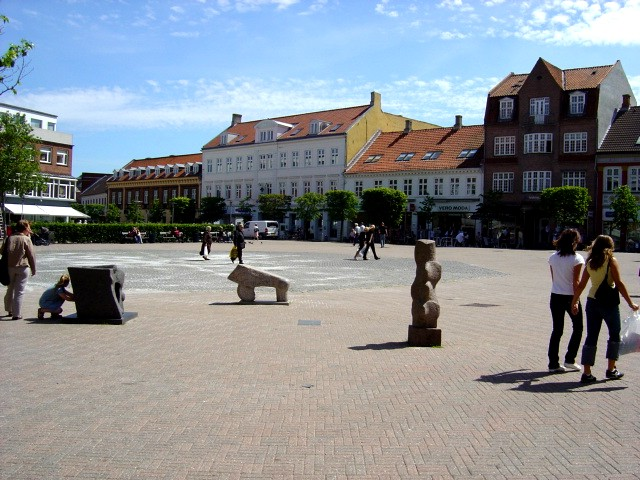
Marktplein Slagelse